# Mülltourismus
Mülltourismus (auch Abfalltourismus; für gefährliche Stoffe Giftmülltourismus) ist die umgangssprachliche Bezeichnung für den Transport von Müll über größere Strecken, insbesondere aus einem Staat in einen anderen. Der Begriff entstand in Anlehnung an den Tourismus, d. h. die Fortbewegung von Personen über längere Zeit.
Abfalltourismus kann zur Verwertung oder zur Entsorgung des Mülls geschehen und ist dann bedenklich, wenn die Entsorgung in Ländern geschieht, die keine ausreichenden Vorkehrungen zum Umweltschutz treffen.
Der Mülltourismus widerspricht dem europäischen Grundsatz der Entsorgung des entstandenen Mülls nahe am Entstehungsort. Insbesondere für gefährliche Abfälle gilt das Basler Übereinkommen (Basler Übereinkommen über die Kontrolle der grenzüberschreitenden Verbringung gefährlicher Abfälle und ihrer Entsorgung) vom 22. März 1989.
146 mit verrottendem Plastikmüll gefüllte Schiffscontainer sind seit 2020 auf Reisen. Sie wurden (und werden) zwischen der Türkei, Griechenland und Vietnam, weit entfernt von ihrem Ursprung in Deutschland transportiert. Der Guardian beschreibt in einer Reportage vom Dezember 2021 über deren Reise, die ein Licht auf den versteckten globalen Handel mit Plastikmüll werfe. Als die Müllcontainer Ende 2020 in der Türkei ankamen, kurz bevor ein Einfuhrverbot für gemischten Plastikmüll in Kraft trat, wurden die Container schnell zum Mittelpunkt eines Streits zwischen Händlern, einer Reederei, mehreren Regierungen und Umweltschützern, die ihre Rückgabe forderten.